# Maggie Nelson
Maggie Nelson (San Francisco, 12 marzo 1973) è una scrittrice e poetessa statunitense.

## Biografia
Nata a San Francisco il 12 marzo 1973 dall'avvocato Bruce Arthur e dalla scrittrice Barbara Jo, nel 1994 ha conseguito un B.A. alla Wesleyan University e nel 2004 un dottorato di ricerca in letteratura inglese al Graduate Center dell'Università della Città di New York.
Nel corso della sua carriera, ha pubblicato 4 raccolte di liriche e 6 opere di saggistica, spaziando tra diversi generi e affrontando svariati temi: femminismo, critica letteraria, estetica e violenza sessuale.
Vincitrice delle borse di studio Guggenheim, NEA e MacArthur, nel 2015 è stata insignita del National Book Critics Circle Award nella categoria "Critica" grazie al saggio Gli Argonauti.
Insegnante presso l'Istituto delle arti della California, vive con il marito, l'artista Harry Dodge, a Los Angeles.

### I libri
The Argonauts (2015) ha vinto il National Book Critics Circle Award in Criticism  ed è stato unbest-seller del New York Times. È un'opera di "autoteoria", che offre riflessioni sul desiderio, l'identità, la formazione della famiglia, i limiti e le possibilità dell'amore e del linguaggio. Nel libro di memorie, Nelson documenta i cambiamenti nel suo corpo durante la gravidanza con suo figlio, Iggy, e quello del corpo di Harry Dodge, mentre prende il testosterone e si sottopone alla ricostruzione del torace ("chirurgia superiore"). Nelson lo ha descritto come il riflesso di 20 anni di convivenza e apprendimento dalla teoria femminista e queer.
The Art of Cruelty (2011), un'opera di critica culturale, artistica e letteraria, è apparsa sulla copertina della Sunday Book Review del New York Times ed è stata nominata Notable Book of the Year dal New York Times. Il libro copre una vasta gamma di argomenti, dalla poesia di Sylvia Plath ai dipinti di Francis Bacon, dal franchise di Saw alla performance art di Yoko Ono, e offre un modello di come si possano bilanciare forti convinzioni etiche con un altrettanto forte apprezzamento per il lavoro che mette alla prova i limiti del gusto, del tabù e dell'ammissibilità.  
Bluets (2009) è un libro di prosa non classificabile scritto in segmenti numerati che tratta del dolore, del piacere, del crepacuore e delle consolazioni della filosofia, il tutto attraverso la lente del colore blu. È diventato rapidamente un classico di culto ed è stato nominato da Bookforum come uno dei 10 migliori libri degli ultimi 20 anni. 
Women, the New York School, and Other True Abstractions (2007) è un libro accademico sull'espressionismo astratto dagli anni '50 agli anni '80. Si concentra sul lavoro della pittrice Joan Mitchell, dei poeti Barbara Guest, John Ashbery, James Schuyler, Frank O'Hara, Bernadette Mayer, Alice Notley ed Eileen Myles. Nel 2008 il libro ha ricevuto il Susanne M. Glasscock Award for Interdisciplinary Scholarship. 
The Red Parts (2007) e Jane: A Murder (2005) si contendono entrambi l'omicidio della zia di Nelson, Jane, nei pressi di Ann Arbor, Michigan, nel 1969. Jane: A Murder esplora la natura di questo inquietante incidente attraverso un collage di poesie, prosa, resoconti di sogni e fonti documentarie, inclusi giornali locali e nazionali, libri correlati al "vero crimine" e frammenti dei diari di Jane. In parte elegia, in parte libro di memorie, romanzo poliziesco, in parte meditazione sulla violenza sessuale e in parte conversazione tra i vivi e i morti, Jane è ampiamente riconosciuta per aver ampliato la nozione di ciò che la poesia può fare, che tipo di storie può raccontare e come può dirglielo. È stato finalista per il PEN / Martha Albrand Award for the Art of the Memoir. 
The Red Parts: Autobiography of a Trial (2007) riprende là da dove Jane si era interrotta, offrendo un resoconto in prosa del processo a un nuovo sospettato dell'omicidio di Jane 36 anni dopo il fatto. Scritto in una prosa semplice e tagliente che ricorda Joan Didion, The Red Parts è una storia di formazione, un resoconto documentario di un processo e un saggio provocatorio che interroga l'ossessione americana per la violenza e le donne bianche scomparse, e la natura del dolore, giustizia, ed empatia.
Le raccolte di poesie di Nelson includono Something Bright, Then Holes (2007), The Latest Winter (2003) e Shiner (2001).

## Opere

### Saggi/Biografie
- The Red Parts: A Memoir (2007)
- Women, the New York School, and Other True Abstractions (2007)
- Bluets (2009)
- The Art of Cruelty: A Reckoning (2011)
- Gli Argonauti (The Argonauts, 2015), Milano, Il Saggiatore, 2016 traduzione di Francesca Crescentini ISBN 978-88-428-2262-2
- Sulla libertà: un canto d'amore e di rinuncia (On Freedom: Four Songs of Care and Constraint), Milano, Il Saggiatore, 2021 traduzione di Alessandra Castellazzi ISBN 978-88-428-2891-4

### Raccolte di poesie
- Shiner (2001)
- The Latest Winter (2003)
- Jane: A Murder (2005)
- Something Bright, Then Holes (2007)

## Premi e riconoscimenti
- 2010 Guggenheim Fellowship
- 2011 NEA Fellowship
- 2015 National Book Critics Circle Award vincitrice nella categoria "Critica" con Gli Argonauti
- 2016 MacArthur Fellowship